# 愛知県立安城高等学校
愛知県立安城高等学校（あいちけんりつあんじょうこうとうがっこう）は、愛知県安城市赤松町にある公立高等学校。全日制と定時制を有し、全日制は普通科と生活文化科からなる。略称は「安高」（あんこう）。校地は安城市郊外の赤松町にある。

## 沿革
1921年（大正10年）に開学した安城高等女学校の流れを汲んでいる。なお、児童文学作家の新美南吉は1938年（昭和13年）から1943年（昭和18年）まで安城高等女学校の教師であった。
全日制の1学年は360人であり、生活文化科2クラスと普通科6クラス（2年次は文系4クラス、理系2クラス）の計8クラスで構成されている。
高校入試で複合選抜が実施される前は、刈谷学校群の2校（愛知県立刈谷高等学校と愛知県立刈谷北高等学校）や愛知県立安城東高等学校と比べ、進学実績でかなり差をつけられていた。三河2群Aグループに属する複合選抜では、愛知県内の公立高校としては最多倍率の毎年2倍越えを叩きだす（2010年（平成22年）度入試では、普通科3.4倍、生活文化科2.5倍）ほどの高倍率校となり、進学実績も複合選抜実施前より上昇傾向にある。

## 年表
- 1921年（大正10年）2月25日 - 安城町立安城高等女学校として開校。
- 1923年（大正12年）4月1日 - 県営に移管。愛知県立安城高等女学校に。
- 1948年（昭和23年）4月1日 - 学制改革により、愛知県立安城高等学校、愛知県立安城高等学校併設中学校を設置。
- 1949年（昭和24年）4月1日 - 愛知県立安城農林高等学校と統合、普通・農業・商業・家庭課程と別科を設置。男女共学に。
- 1950年（昭和25年）4月1日 - 農業課程が愛知県立安城農林高等学校として独立。夜間定時制課程を設置。
- 1970年（昭和45年）4月1日 - 商業科を全廃。
- 1979年（昭和54年）4月1日 - 安城市赤松町内へ移転。跡地には安城市立桜町小学校が開校。
- 1990年（平成2年）4月1日 - 家政科を生活文化科へ改編。

## 出身人物
- 神谷学 - 元安城市長[1]
- 深津泰彦 - 東京トヨタ自動車会長、日本バスケットボール協会会長